# Wspólnota administracyjna Obergünzburg
Wspólnota administracyjna Obergünzburg – wspólnota administracyjna (niem. Verwaltungsgemeinschaft) w Niemczech, w kraju związkowym Bawaria, w rejencji Szwabia, w regionie Allgäu, w powiecie Ostallgäu. Siedziba wspólnoty znajduje się w miejscowości Obergünzburg. Wspólnota powstała 1 maja 1978.
Wspólnota administracyjna zrzesza jedną gminę targową (Markt) oraz dwie gminy wiejskie (Gemeinde): 
- Günzach, 1 425 mieszkańców, 23,48 km²
- Obergünzburg, gmina targowa, 6 190 mieszkańców, 46,69 km²
- Untrasried, 1 521 mieszkańców, 25,75 km²